# Bounce Tales
Bounce Tales proviene de la serie de juegos móviles Bounce que fue publicada por Rovio Entertainment Corporation en el 2008 para los móviles Nokia.

## Historia
En el juego Bounce Tales, el jugador controla una bola roja a través de un juego de plataformas y estrategia de desplazamiento lateral en 2D mediante las flechas del teclado de los móviles Nokia.
Bounce Tales es el juego más conocido de la saga, consistía en controlar una bola roja, Bounce, para superar diferentes niveles. Estos niveles pasaban de ser muy sencillos a no poder encontrar la solución al final del nivel.
La historia trata de como Bounce se da cuenta de que en su zona los colores están desapareciendo. El antagonista, Hypnotoid, un cubo con una expresión disgustada había creado unas máquinas para robar los colores. Por lo que el protagonista decide acabar con su malvado plan.
Bounce, a medida que va superando los niveles, adquiere habilidades para cambiar su forma (su textura) a una pelota de playa, una roca y su forma original, la pelota roja.
La jugabilidad es simple, utilizar las físicas para girar y saltar con el objetivo de superar niveles y conseguir los huevos, una reseña a Angry Birds, de la misma desarrolladora, Rovio Entertainment Corporation. En total existen 450 huevos y 15 niveles: 12 son capítulos y 3 los extras desbloqueables si se consiguen los menores tiempos en determinados niveles.